# Port-Launay
Port-Launay (tiếng Breton: Meilh-ar-Wern) là một xã của tỉnh Finistère, thuộc vùng Bretagne, miền tây bắc Pháp.

## Dân số
Người dân ở Port-Launay được gọi là Port-Launistes.